# سفليج
سِفْلِيج (الاسم العلمي Macrocystis)، جنس نبات بحري أحادي النوع من فصيلة لامينارية. اعطانه معظم بحار المناطق الاستوائية وبحار المناطق الشبه القطبية في القطب الجنوبي (مثل تشيلي ونيوزيلندا وأستراليا وجزر فوكلاند وجزر أوكلاند وغيرها). كلاليبه نشيطة قوية. ساقه وحيدة السرع المبطط، تطول من 100 إلى 500 م.